# Maria Nowak (sanitariuszka)
Maria Nowak z d. Kubicka ps. Gałązka, Mrówka, (ur. 23 lutego 1921 w Zbąszyniu) – łączniczka Sztabu WOW w Poznaniu, więźniarka gestapo zbiegła z więzienia Moabit w Berlinie, w Powstaniu sanitariuszka plutonu „Dysk” Zgrupowania „Radosław”, więźniarka Ravensbrück, po wojnie więźniarka UB do 1946, po zwolnieniu pracowniczka Oddziału PAX w Poznaniu, inwalidka.

## Życiorys
Urodziła się 23 lutego 1921 w Zbąszyniu, w rodzinie robotniczej Piotra Kubickiego i Stanisławy z Antoniaków. Wychowywała się z piętnaściorgiem rodzeństwa. W rodzinnym mieście ukończyła szkołę powszechną, w której należała do harcerstwa. W pobliskim Wolsztynie uczęszczała do gimnazjum, ale przerwała naukę i podjęła pracę zarobkową, żeby pomóc matce i młodszemu rodzeństwu. W 1938 w Poznaniu ukończyła z wyróżnieniem kurs drużyn ratowniczo-sanitarnych Polskiego Czerwonego Krzyża.
Podczas pierwszych dni kampanii wrześniowej 1939, będąc sanitariuszką uczestniczyła w ewakuacji z Poznania 7 Okręgowego Szpitala Wojskowego.  Następnie w składzie 2 kompanii 72 Baonu Ratowniczo-Wartowniczego 57 pp sformowanego w Koninie, maszerowała w kierunku Warszawy. W drodze przez cały czas udzielała pomocy rannym żołnierzom oraz cywilnym uciekinierom. W Kłodawie została razem z innymi żołnierzami batalionu przysypana podczas nalotu niemieckiego. Później pod Kutnem przeżyła ciężki ostrzał artyleryjski. Kompania jej, choć została zdziesiątkowana, ale wyszła jednak z okrążenia pod Kutnem i dotarła do Ołtarzewa pod Warszawą, gdzie ponownie uczestniczyła na pierwszej linii podczas ciężkich walk z Niemcami. Spod Ołtarzewa 12 września dotarła ze swoją kompanią do Warszawy biorąc udział w obronie odcinka przy ul. Wileńskiej i Dworca Wileńskiego. Podczas wynoszenia z dworca  rannych żołnierzy i cywilów wyróżniła się odwagą i poświęceniem. 17 września powtórnie została przysypana gruzem podczas jednego z nalotów, ale została odkopana nieprzytomna z podejrzeniem uszkodzenia kręgosłupa. Mimo to pozostała ze swoją kompanią i dalej brała udział w walce. Uczestniczyła jeszcze w obronie fabryki „Pocisk” w Rembertowie, gdzie ponownie została ranna.
Podporucznik Maria Kubicka Rozkazem dowódcy Armii „Warszawa” gen. dyw. Juliusza Rómmla z 22 września 1939 została za męstwo i odwagę w obronie Warszawy odznaczona Krzyżem Srebrnym Orderu Wojennego Virtuti Militari oraz mianowana na stopień podporucznika czasu wojny. Z braku medali odznaczeniowych otrzymała jedynie zaświadczenie, które wręczył jej Prezydent Warszawy Stefan Starzyński. Ponadto w 1967 została odznaczona Medalem za Warszawę 1939–1945.
Po kapitulacji Warszawy dotarła 10 października w 78-osobowej kolumnie jenieckiej do poznańskiej Cytadeli, z której jako chorą zwolniono do domu z obowiązkiem meldowania się co parę dni na posterunku niemieckiej policji. Wkrótce wstąpiła w Poznaniu do Wielkopolskiej Organizacji Wojskowej (WOW), która wchodziła w skład „Wojsk Ochotniczych Ziem Zachodnich”. Sztab WOW, w którym Maria jako „Gałązka”, „Mrówka” pełniła funkcję łączniczki por. Leona. Nowaczkiewicza ps. „Grubas”, dowódcy zgrupowania na dzielnicę Łazarz. WOW, mieścił się w mieszkaniu Ignacego Nowaka, który został przyszłym mężem Marii, przy ul. Kosynierskiej 16. Maria posługiwała się również dokumentami na nazwisko Cecylia Śliwińska, ur. 22 października 1911. Została aresztowana 18 lipca 1942 wskutek zdrady volksdeutscha Franciszka Andersa, wraz z niemal całym sztabem WOW. Przeszła ciężkie śledztwo, które było połączone z torturami jakie odbywały się w Forcie VII i w Forcie Radziwiłłowskim, a następnie wysłano ją do berlińskiego więzienia Moabit, z którego została wysłana transportem więziennym, ale zdołała uciec z niego na Friedrichsbahnhof podczas alianckiego nalotu na Berlin. Podczas przejazdu do Poznania, w Zbąszynku wyskoczyła z pociągu i pomimo pościgu przedostała się do rodzinnego domu w Zbąszyniu, a następnie do Poznania. Tu dzięki pomocy przyszłego męża Ignacego Nowaka, który był kelnerem w lokalu niemieckim otrzymała pracę bufetowej. Lokal ten był punktem kontaktowym grupy dr Franciszka Witaszka. Obydwoje dalej byli uczestnikami konspiracji w grupie dr F. Witaszka. W lipcu 1944 wskutek wsypy została ponownie uwięziona. Przeszła przez Fort VII i Radziwiłłowski. Następnie została umieszczona w obozie w Żabikowie koło Poznania. Podczas transportu do obozu w Inowrocławiu zdołała uciec, dotarła do Poznania, w którym zdobyła fałszywe dokumenty na nazwisko Kopczyńska i wyjechała do Warszawy.
Podczas powstania warszawskiego otrzymała przydział jako sanitariuszka w plutonie „Dysk” na Starym Mieście, w grupie sanitarnej dr Bartoszka. Z zagrożonej Starówki przedostała się kanałami do Śródmieścia, a po upadku powstania została wysłana do obozu Ravensbrück. W obozie uczestniczyła w ruchu oporu. Czerwony Krzyż zorganizował wyjazd do Szwecji, ale Maria z niego nie skorzystała.
W maju 1945, kiedy obóz został wyzwolony wróciła do Poznania. Ciężko chora, przez kilka miesięcy leczyła się w szpitalu. Jak wyszła ze szpitala zaangażowała się pod kierownictwem ks. Józefa Jasińskiego z Parafii Świętego Krzyża w Poznaniu w działalność niepodległościową. Od październiku 1945 do listopada 1946 była więziona bez sądu i wyroku, a po zwolnieniu pracowała jako pielęgniarka, następnie została zatrudniona w poznańskim Oddziale PAX. Wychowała troje dzieci. W 1966 przeszła na rentę inwalidzką I grupy, ale w dalszym ciągu była zaangażowana w działania niepodległościowe. Kilkakrotnie zatrzymywało ją SB, m.in. w sierpniu 1969 w związku z wysłaniem przez nią nazwisk ofiar Katynia do KW PZPR w Poznaniu i ambasady sowieckiej w Warszawie. Od 1992 należy do Polskiego Związku Byłych Więźniów Politycznych i Obozów Koncentracyjnych w Poznaniu. Uchwałą Rady Państwa z 22 maja 1965 została odznaczona Medalem za Ofiarność i Odwagę. Odznaczenie to zostało jej nadane za bohaterskie uratowanie pięciorga dzieci z pożaru, który wybuchł w kamienicy przy ul. Górczyńskiej 27 w Poznaniu.